# Stethorhanis vandykei
Stethorhanis vandykei är en skalbaggsart som beskrevs av Blaisdell 1931. Stethorhanis vandykei ingår i släktet Stethorhanis och familjen svampbaggar. Inga underarter finns listade i Catalogue of Life.